# HD 40235
HD 40235，又名CD-23 3263，SAO 171045、HR 2090，是一颗恒星，视星等为6.36，位于銀經228.66，銀緯-21.94，其B1900.0坐标为赤經5h 52m 24.3s，赤緯-23° -21.94′ 46″。